# Basaluzzo
Basaluzzo (piemontiul: Basaluss, helyi nyelvjárásban: Basaruss) település Olaszországban, Piemont régióban, Alessandria megyében. Lakosainak száma 2007 fő (2023. január 1.). Basaluzzo Capriata d’Orba, Francavilla Bisio, Novi Ligure, Predosa, Bosco Marengo, Fresonara és Pasturana községekkel határos.

## Népesség
A település népessége az elmúlt években az alábbi módon változott:
| Lakosok száma | 2096 | 2095 | 2007 |
|               | 2017 | 2018 | 2023 |